# Пічай Сайотха
Пічай Сайотха (тай. พิชัย สาย โยธา; 24 грудня 1979,) — таїландський боксер, призер чемпіонату світу, чемпіон Азії.

## Аматорська кар'єра
На Азійських іграх 2002 програв у другому бою Пек Джон Соп (Південна Корея).
На чемпіонаті світу 2003 Пічай Сайотха переміг Руслана Мусінова (Казахстан), Сельчук Айдин (Туреччина), Уранчимегійн Менх-Ердене (Монголія) та Мартіна Дрессена (Німеччина) і лише у фіналі програв Маріо Кінделану (Куба) — 27-45.
На чемпіонаті Азії 2004 завоював бронзову медаль, але на олімпійських кваліфікаційних турнірах не зумів отримати путівку на Олімпійські ігри 2004.
На чемпіонаті Азії 2005 став чемпіоном. У липні на 10-му командному Кубку світу в Москві взяв участь в поєдинках проти збірних Куби і Румунії, програвши Йорденісу Угас і перемігши Георгіана Попеску.
На Азійських іграх 2006 програв у другому бою Бекзоду Хидірову (Узбекистан).
На чемпіонаті світу 2007 переміг двох суперників, а у чвертьфіналі програв Олексію Тищенко (Росія).
На Олімпійських іграх 2008 програв у першому бою Пек Джон Соп (Південна Корея) — 4-10.